# Eynesil (district)
Eynesil is een Turks district in de provincie Giresun en telt 14.244 inwoners (2007). Het district heeft een oppervlakte van 72,5 km². Hoofdplaats is Eynesil.
De bevolkingsontwikkeling van het district is weergegeven in onderstaande tabel.
| 1997   | 2000   | 2007   |
| ------ | ------ | ------ |
| 16.120 | 21.110 | 14.244 |